# I SS-Panzerkorps
Il I. SS-Panzerkorps, o I. SS-Panzerkorps "Leibstandarte", tedesco fu un corpo d'armata delle Waffen-SS durante la seconda guerra mondiale.

## Formazione
Il I SS-Panzerkorps venne istituito il 27 luglio 1943 a Lichterfelde e posto al comando dell'SS-Oberstgruppenführer Josef Dietrich; l'addestramento delle truppe venne iniziato a Beverlo in Belgio.
Mentre il corpo era ancora in fase di costituzione, venne trasferito nel mese di novembre in Italia settentrionale, nella zona di Bologna, e venne inquadrato nella 14ª armata, comandata dal generale Eberhard von Mackensen, posta alle dipendenze dell'Heeresgruppe B, comandato dal feldmaresciallo Erwin Rommel, con l'incarico di contribuire all'occupazione del territorio, resasi necessaria a seguito dell'armistizio di Cassibile dell'8 settembre 1943.

## Storia
Nel gennaio del 1944 venne trasferito in Francia ed inquadrato nell'Heeresgruppe D, comandato dal feldmaresciallo Gerd von Rundstedt, partecipando, dopo lo sbarco Alleato del 6 giugno, alla battaglia di Normandia, alle dipendenze della 5ª armata corazzata, comandata dapprima dal generale Heinrich Eberbach e successivamente posta al comando direttamente di Josef Dietrich.
Dopo la ritirata dalla Normandia, con la fuga dalla sacca di Falaise, venne ricostituito in Vestfalia nel novembre dello stesso anno e posto al comando dell'SS-Obergruppenführer Hermann Priess, venendo inquadrato nell'Oberbefehlshaber West, il comando del fronte occidentale tedesco ed assegnato alla 6ª armata corazzata, comandata dall'SS-Oberstgruppenführer Josef Dietrich, e, nel mese di dicembre, inviato nella zona delle Ardenne, dove prese parte all'offensiva delle Ardenne.
Trasferito dal fronte occidentale il I SS-Panzerkorps venne inviato sul fronte orientale, nell'Heeresgruppe Süd, ancora inquadrato nella 6ª armata corazzata, rinominata 6ª armata corazzata SS, dove combatté in Ungheria durante l'operazione Frühlingserwachen.
L'8 maggio 1945, al termine della guerra, si arrese in Bassa Austria alle truppe Alleate mentre era sempre inquadrato nella 6ª armata corazzata SS, alle dipendenze dell'Heeresgruppe Ostmark, le sue truppe tuttavia vennero consegnate successivamente ai sovietici.

## Operazioni

### Fronte occidentale

#### Normandia
Durante la battaglia di Normandia il I corpo corazzato SS venne impiegato nella zona di Caen, obiettivo della 2ª armata britannica, comandata dal generale Miles Dempsey, sbarcata sulle spiagge Gold Beach, Juno Beach e Sword Beach, in un settore, la Normandia, presidiato dalla 7ª armata tedesca, comandata dal generale Friedrich Dollmann.

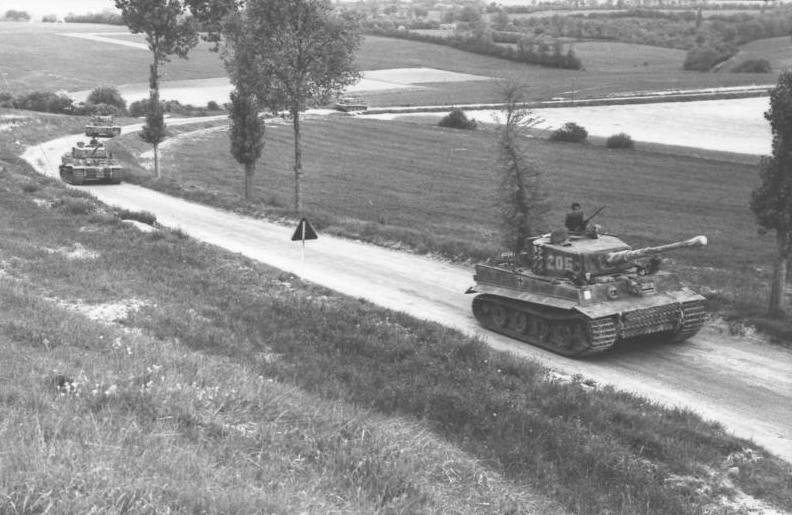
Colonna di panzer Tiger, appartenenti alla 1. SS-Panzer-Division "Leibstandarte SS Adolf Hitler", nella primavera del 1944 in Normandia

Le unità corazzate del I corpo, ossia la 12. SS-Panzer-Division "Hitlerjugend", comandata dal SS-Brigadeführer Kurt Meyer, la Panzer-Lehr-Division, comandata dal generale Fritz Bayerlein, e la 1. SS-Panzer-Division "Leibstandarte SS Adolf Hitler", comandata dal SS-Brigadeführer Theodor Wisch, tenute fino a quel momento in riserva, si diressero verso la costa per unirsi alla 21ª divisione corazzata, comandata dal generale Edgar Feuchtinger e contrastarono il primo attacco verso la città, portato dalla 3ª divisione di fanteria canadese, comandata dal generale Rod Keller.
Pur non riuscendo a respingere gli Alleati fino alla Manica il I corpo corazzato formò un forte dispositivo difensivo intorno alla città, fermando l'avanzata della 7ª divisione corazzata britannica, comandata dal generale George Erskine, nella battaglia di Villers-Bocage, dove l'hauptsturmführer Michael Wittmann, appartenente al 101º battaglione carri pesanti SS, distrusse con il suo panzer Tiger 21 carri armati più altri 28 veicoli corazzati, e riuscendo a tenere Caen per più di un mese, continuando a mantenere intatta la linea del fronte fino ai primi giorni di agosto, nonostante l'avanzata della 1ª armata americana, comandata dal generale Omar Bradley, nel settore ovest della Normandia, avesse indotto l'Alto comando tedesco a dirottare la 17ª SS-Panzergrenadier-Division, comandata dallo Standartenführer Otto Binge, in appoggio alle forze corazzate impegnate nell'operazione Lüttich.
Il I corpo corazzato riuscì inoltre a bloccare, insieme al II corpo corazzato SS, comandato dall'Obergruppenführer Wilhelm Bittrich, anche i successivi tentativi di sfondamento della 2ª armata britannica fino a quando la pressione delle forze Alleate divenne insostenibile, costringendo la 7ª armata e la 5ª armata corazzata a ripiegare per non rimanere intrappolate nella sacca di Falaise, e la resistenza dei superstiti della 12. SS-Panzer-Division "Hitlerjugend" permise l'attraversamento della Senna a circa 300.000 soldati in ritirata.

#### Ardenne

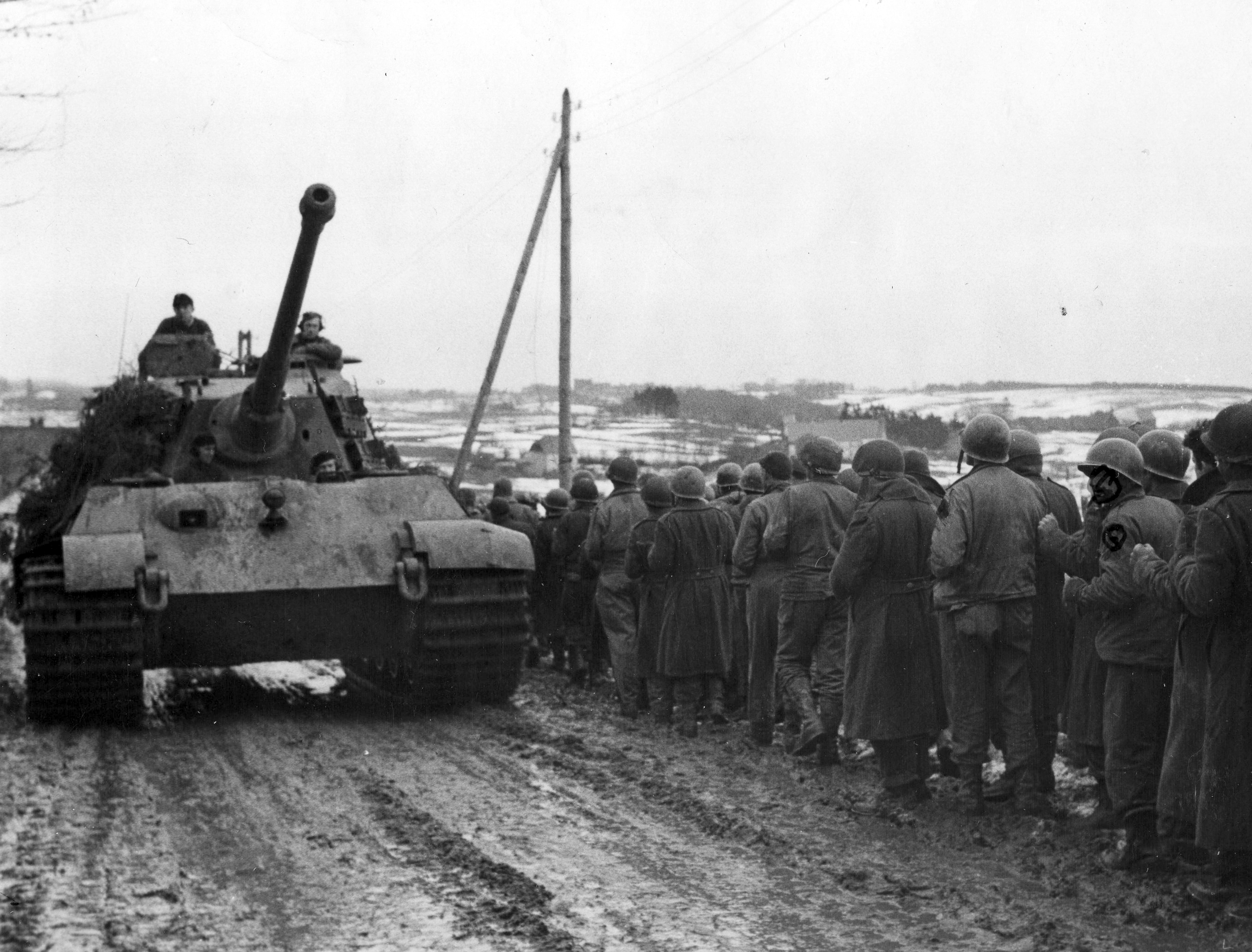
Panzer Tiger II del Kampfgruppe Peiper durante l'offensiva delle Ardenne

Ai primi di dicembre del 1944 il I corpo corazzato fu inquadrato nella 6ª armata corazzata SS per partecipare all'offensiva delle Ardenne, con il compito di sfondare, insieme al II corpo corazzato SS, le linee Alleate nel settore compreso tra Monschau e Saint-Vith e di spingersi fino ad Anversa; l'offensiva prese il via il 16 dicembre e le tre divisioni di fanteria a disposizione del I corpo, la 3ª divisione aerea, comandata dal generale Walter Wadehn, la 12ª divisione di fanteria, comandata dal generale Gerhard Engel, e la 277ª divisione di fanteria, comandata dal generale Albert Praun, iniziarono ad avanzare alla luce dei riflettori della FlaK, puntati verso le nuvole per illuminare la foresta, seguite dalle divisioni corazzate, 12. SS-Panzer-Division "Hitlerjugend" e 1. SS-Panzer-Division "Leibstandarte SS Adolf Hitler",
La segretezza con cui l'offensiva era stata preparata, e la conseguente sorpresa da parte delle forze della 1ª armata americana, comandata dal generale Omar Bradley, in un primo momento fecero ritenere all'Alto comando tedesco che l'operazione potesse avere successo e la 1. SS-Panzer-Division "Leibstandarte SS Adolf Hitler", la cui avanguardia era costituita dal Kampfgruppe Peiper, comandato dall'obersturmbannführer Joachim Peiper, riuscì a spingersi fino a Stoumont, distante pochi chilometri dal quartier generale della 1ª armata americana sito a Spa e da due grandi depositi di carburante, rendendosi tuttavia protagonista lungo il percorso dell'uccisione di prigionieri americani a Malmedy, ma il 24 dicembre, rimasta senza carburante e circondata dalla 30ª divisione di fanteria americana, comandata dal generale Leland Hobbs, dovette ritirarsi abbandonando tutto il materiale pesante e ponendo termine all'offensiva.

### Fronte orientale

#### Ungheria

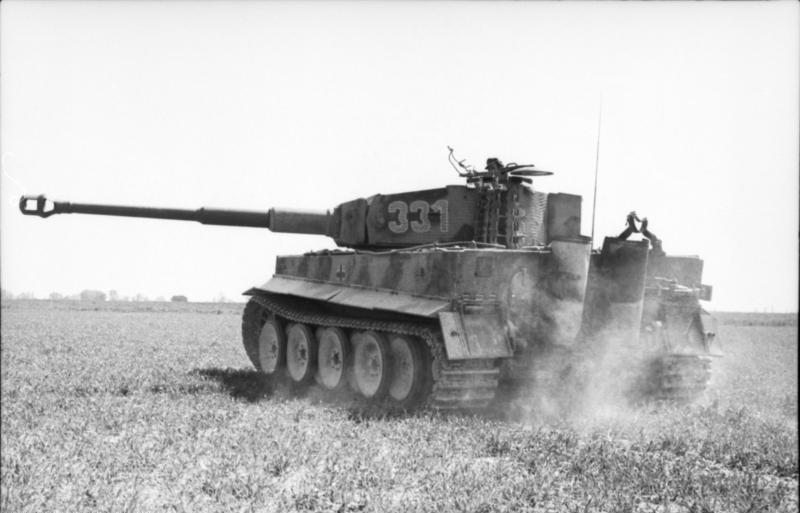
Panzer Tiger, appartenente al 101º battaglione carri pesanti SS

Nel marzo del 1945 Hitler dette ordine alla 6ª armata corazzata SS di tentare un'offensiva in Ungheria, la cosiddetta operazione Frühlingserwachen, allo scopo di alleggerire la pressione dell'Armata Rossa che aveva già stabilito alcune teste di ponte lungo il fiume Gran, di riconquistare la capitale Budapest, occupata dai sovietici il 13 febbraio, e di mantenere il controllo sugli impianti petroliferi di Nagykanizsa, ultima risorsa della Germania per evitare di rimanere totalmente senza rifornimenti di carburante non sintetico; il I corpo corazzato riuscì a respingere l'avanzata sovietica ad Esztergom e le forze tedesche si raggrupparono a sud ed a nord del lago Balaton per attendere l'arrivo della 6ª armata e dare inizio all'offensiva.
L'attacco prese il via il 6 marzo ed i tedeschi avanzarono nel settore tenuto dal 3° Fronte Ucraino, comandato dal generale Fëdor Ivanovič Tolbuchin, ma l'avanzata della 6ª armata SS venne dapprima rallentata dal fango, dovuto al disgelo primaverile, e successivamente bloccata dalla resistenza della 27ª armata sovietica che consentì all'Armata Rossa di contrattaccare infliggendo ai tedeschi gravi perdite in termini di uomini e di mezzi. Le linee tedesche furono sfondate il 17 marzo, costringendo sia la 6ª armata SS che la 6ª armata, comandata dal generale Hermann Balck, a ripiegare verso l'Austria, contravvenendo agli ordini del Führer, il quale aveva preteso la difesa ad oltranza, ed anche l'ordine impartito alla 6ª armata SS di difendere Vienna si rivelò impossibile da attuare per la totale mancanza di mezzi disponibili.

## Ordine di battaglia

### 6 giugno 1944 (battaglia di Normandia)
- 101º battaglione carri pesanti SS
- 1. SS-Panzer-Division "Leibstandarte SS Adolf Hitler"
- 12. SS-Panzer-Division "Hitlerjugend"
- 17. SS-Panzergrenadier-Division "Götz von Berlichingen"
- Panzer-Lehr-Division (Wehrmacht)

### 16 dicembre 1944 (offensiva delle Ardenne)
- 101º battaglione carri pesanti SS
- 1. SS-Panzer-Division "Leibstandarte SS Adolf Hitler"
- 12. SS-Panzer-Division "Hitlerjugend"
- 3ª divisione aerea (Wehrmacht)
- 12ª divisione di fanteria (Wehrmacht)
- 277ª divisione di fanteria (Wehrmacht)

### 6 marzo 1945 (operazione Frühlingserwachen)
- 101º battaglione carri pesanti SS (rinominato 501º battaglione carri pesanti SS il 22 settembre 1944)
- 1. SS-Panzer-Division "Leibstandarte SS Adolf Hitler"
- 12. SS-Panzer-Division "Hitlerjugend"

## Comandanti
| Nome           | Grado                   | Inizio          | Fine            |
| Josef Dietrich | SS-Oberst-Gruppenführer | 4 luglio 1943   | 9 agosto 1944   |
| Fritz Kraemer  | SS-Brigadeführer        | 9 agosto 1944   | 16 agosto 1944  |
| Georg Keppler  | SS-Obergruppenführer    | 16 agosto 1944  | 30 ottobre 1944 |
| Hermann Priess | SS-Gruppenführer        | 30 ottobre 1944 | 8 maggio 1945   |